# Antonio Negrini
Antonio Giuseppe Negrini (28 de janeiro de 1903 — 25 de setembro de 1994) foi um ciclista italiano que correu profissionalmente entre 1926 e 1928.
Seu principal sucesso foi a vitória no Giro di Lombardia, em 1932, quando superou Domenico Piemontesi. Representou a Itália em dois eventos nos Jogos Olímpicos de Paris 1924.